# 2012 في كرواتيا
فيما يلي قوائم الأحداث التي وقعت خلال عام 2012 في كرواتيا.

## رياضة
- 1 يناير – بطولة أوروبا لكرة الصالات 2012
- 1 يناير – بطولة أوروبا لكرة اليد للسيدات 2012 الفائز منتخب الجبل الأسود لكرة اليد للسيدات.
- 1 يناير – كرواتيا في بطولة أمم أوروبا 2012

## برامج ومسلسلات وأنمي
- لارا

## وفيات

### مارس
- 28 مارس – لويو غيوري (مواليد 1930) لاعب كرة يد يوغوسلافي.

### أغسطس
- 27 أغسطس – إيفيكا هورفات (مواليد 1926) لاعب كرة قدم كرواتي.

### ديسمبر
- 3 ديسمبر – سلافكو ستويانوفيتش (مواليد 1930) لاعب كرة قدم.
- 18 ديسمبر – برانكو كرالي (مواليد 1924) لاعب كرة قدم كرواتي.